# Воробей на льду
«Воробей на льду» — советский детский комедийный фильм 1983 года режиссёра Валентина Ховенко.

## Сюжет
Увлекательная и поучительная история мальчика, мечтающего стать хоккеистом.
Саша Воробьёв, поднявшись в 6 часов утра и не увернувшись от подушки, запущенной проснувшимся от заевшего будильника братом, вытащив из тёплого дома соседа Димку, несмотря на неохоту последнего, на электричке отправляется в город на отбор в хоккейную команду. Саша мечтает стать профессиональным хоккеистом, компенсируя отсутствие врождённого таланта и физических данных терпением и упорством.

## В ролях
- Владислав Галлиулин — Саша Воробьёв
- Олег Потапов — Дима Сергейчиков
- Витаутас Томкус — Константин Петрович Морозов, тренер
- Леонид Ярмольник — учитель музыки
- Анастасия Иванова — учительница русского языка и литературы
- Евгения Ханаева — капитан милиции
- Максим Пучков — старший брат Саши
- Елена Королёва — мама Саши
- Оксана Павловская — Катя Морозова, дочь тренера
- Вера Орлова — вахтёрша Татьяна Ивановна
- Анатолий Баранцев — Иван Дмитриевич, директор спортшколы
- Вячеслав Войнаровский — толстяк
- и другие

## Критика
Фильм, при в целом положительной оценке, был назван «не лишённым известных недостатков», выражающихся в погоне за развлекательностью в ущерб художественно-идейным достоинствам.
В 2021 году газета «Спорт-Экспресс» назвал этот детский фильм в ряду лучших зарубежных и отечественных фильмов про хоккей, наряду с такими фильмами как «Хоккеисты» и «Легенда № 17».
Фильм входит в список художественных фильмов по спортивно-исторической тематике, рекомендованных для анализа на семинарских занятиях по дисциплине «История», проводимых со студентами первых курсов  РГУФКСМиТ, и рассматривается сегодня как визуальный исторический источник советской эпохи. Включен в число фильмов, исследуемых  в Сибирском государственном университете физической культуры и спорта для выявления места спорта в отечественном кинематографе. Отмечая, что хоккей с шайбой был представлен в кино более широко, чем хоккей с мячом, упоминают и фильм «Воробей на льду».